# Lennox Island
Ne doit pas être confondu avec Lennox Island 1.
La Première Nation de Lennox Island, officiellement Lennox Island, est une Première Nation (au sens de « bande indienne ») micmaque de l'Île-du-Prince-Édouard au Canada, plus précisément du comté de Prince. Établie en majeure partie sur l'île Lennox, au nord-est de Tyne Valley, la bande possède trois réserves indiennes : celle de Lennox Island 1, occupant toute l'île Lennox et celles de Lennox Island 5 et Lennox Island 6 qui sont, quant à elles, situées ailleurs dans la province. 
La Première Nation de l'île Lennox est connue originairement sous le nom de L'nui Minegoo ou l'île des indiens/île du peuple et devient ensuite la réserve de l'île Lennox ou la tribu de l'île Lennox. Elle erst nommée en l'honneur de Charles Lennox, duc de Richmond, par l'arpenteur Samuel Holland et incluait aussi les réserves d'Abegweit. Les habitants originaux permanents incluent le Chef Francis Francis qui demeura là après que les Micmacs furent déplacés de l'île Cortin. La mission Saint Ann est établie plus tard sur l'île.

## Population
- 293  (recensement de 2011)[1]
- 252  (recensement de 2006)[2]
- 261  (recensement de 2001)[2]